# シルヴィオ・プロト
シルヴィオ・プロト（Silvio Proto  ,  1983年5月23日 - ）は、ベルギー・エノー州シャルルロワ出身の元プロサッカー選手。ポジションはGK。

## 来歴
1999年にRAAルヴィエールでプロデビューし、2005年まで所属。2005年7月にRSCアンデルレヒトと契約。国内リーグやベルギー・スーパーカップで数々の優勝を経験するなど、正GKとして活躍した。
2016年夏、契約満了に伴いアンデルレヒトを退団。2016-17シーズンはKVオーステンデでプレーした。
2017年8月31日、ギリシャ・スーパーリーグのオリンピアコスFCと契約し、国外リーグ初挑戦。2017年10月31日のUEFAチャンピオンズリーグのグループリーグ、対FCバルセロナ戦では、リオネル・メッシ擁する強力攻撃陣の猛攻に耐え、1-0の完封勝利を達成 するも、グループリーグは最下位に終わり、7連覇中だった国内リーグは3位で終了した。
2018年7月5日、SSラツィオと契約。2021年2月1日に契約解消で退団した。

## ベルギー代表
2004年からベルギー代表に招集され、正GKに定着したものの、2006 FIFAワールドカップ、2010 FIFAワールドカップ、UEFA EURO 2008などの国際主要大会は不出場に終わり、更にシモン・ミニョレ、ティボ・クルトゥワなどが台頭してきた2011年以降は、招集外になる。その後、2014 FIFAワールドカップのメンバー候補に残り、第3候補だったクーン・カステールスの負傷で、メンバー候補に挙がっていたものの、プロト自身も負傷。結局最終メンバーから落選し、国際大会に出場することは出来なかった。

## タイトル
ラツィオ
- コッパ・イタリア : 2018-19